# Platysenta abalas
Platysenta abalas là một loài bướm đêm trong họ Noctuidae.